# پریا (فیلم ۱۹۷۰)
پریا (به انگلیسی: Priya) فیلمی محصول سال ۱۹۷۰ و به کارگردانی مادو است. در این فیلم بازیگرانی همچون مادو، سوکوماری، جایاباهاراتی، آدور باسی و بهادر ایفای نقش کرده‌اند.